# Beauftragte voor de Nederlandsche Bank

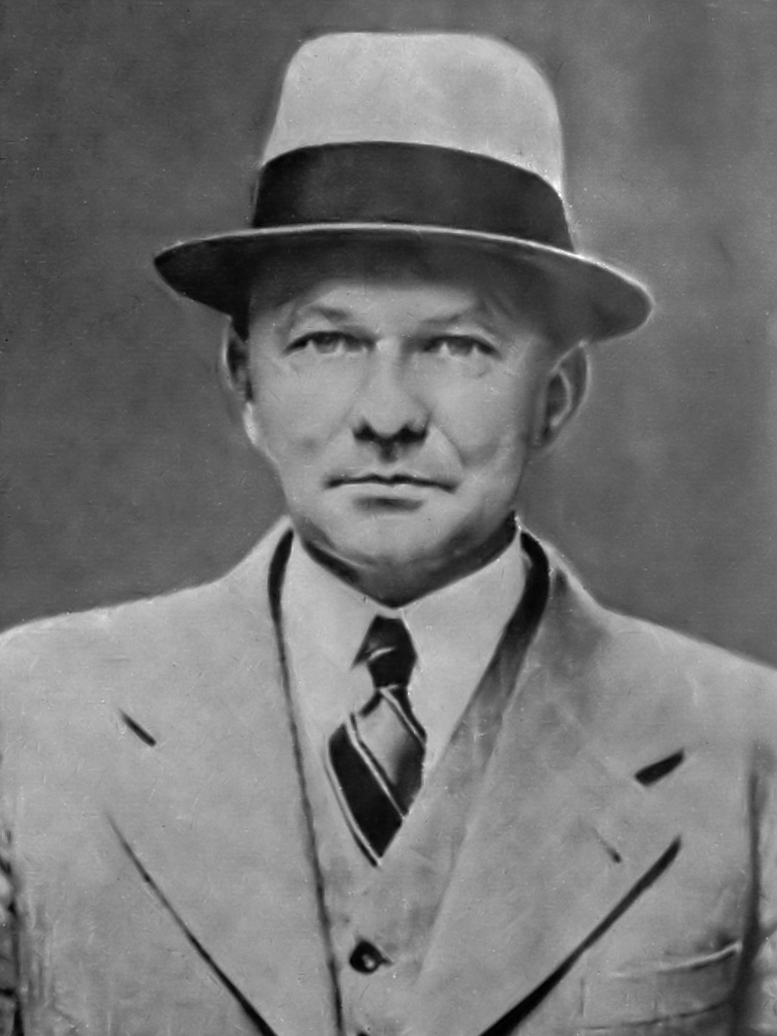
Helmuth Wohlthat (1940)

De Beauftragte voor de Nederlandsche Bank (Gevolmachtigde/toezichthouder van De Nederlandsche Bank, Duits: Beauftragte für die Niederländische Bank) maakte deel uit van het Duitse bestuur van Nederland tijdens de Tweede Wereldoorlog. Vanwege het economisch belang van De Nederlandsche Bank viel hij rechtstreeks onder de Reichskommissar Arthur Seyss-Inquart, en niet onder dr. Hans Fischböck, de Generalkommissar für Finanz und Wirtschaft. De Beauftragten Helmuth Wohlthat (1940-1941) en Albert Bühler (1941-1945) werden als 'Economisch Commissaris en adviserend deskundige' aan de directie van De Nederlandsche Bank (DNB) opgelegd. 

## Helmuth Wohlthat
De Duitse econoom dr. Helmuth Wohlthat was al leider geweest van de Duitse delegatie bij de International conference for the regulation of whaling (Londen, 24 mei - 8 juni 1937) en had toen met Britse ministers de mogelijkheid van een niet-aanvalsverdrag tussen Duitsland en Engeland besproken. Hij arriveerde vóór Seyss-Inquart in Nederland en kon hem informeren over personen en het economisch belang van Nederlands-Indië. Wohltat werd in 1940 benoemd als Beauftragte bij DNB en kreeg daar de macht in handen. Ook oefende hij het toezicht over de Nederlandse banken en de beurs uit.
Begin maart 1941 werd vrij wisselverkeer tussen de gulden en de Rijksmark ingevoerd om de benutting van bezet gebied te vereenvoudigen - Hitler had het belang van de 'vervlechting' van de Nederlandse met de Duitse economie bij Seyss-Inquart benadrukt. Wohltat verzette zich tevergeefs tegen deze maatregel. Nederland moest tevens in één keer 500 miljoen Rijksmark betalen voor de Duitse kosten van de bezetting, waarvan 100 miljoen in goud. Secretaris-generaal van het Ministerie van Financiën L.J.A. Trip trad hierna af. Hij wilde dat Hans Hirschfeld hem zou opvolgen als secretaris-generaal en wilde aanblijven in zijn andere functie als president van DNB, maar Seyss-Inquart ontsloeg Trip. Meinoud M. Rost van Tonningen volgde Trip op als president van DNB en een maand later als (waarnemend) secretaris-generaal. 
In februari 1941 vertrok Wohlthat uit Nederland. Hij had al eerder voor de Duitse regering onderhandeld in Oost-Azië en reisde voorjaar 1941 af naar Tokyo om met de Japanse regering besprekingen te voeren. Tot het eind van de Tweede Wereldoorlog bleef hij daar en trad later op als getuige bij de Neurenberger processen, zonder berecht te worden.

## Albert Bühler
Dr. Albert J. Bühler volgde Wohltat in 1941 op. Hij was sinds 1938 lid van de NSDAP. Anders dan Wohlthat richtte hij zich op Generalkommissar für Finanz und Wirtschaft Fischböck. In mei 1942 kreeg Bühler de leiding over de verkoop van effecten die van joden gestolen waren. Tot dan regelde de roofbank Lippmann-Rosenthal (Liro-bank) deze verkoop. Maar volgens het Reichskommissariat werden de effecten tegen een te lage koers verkocht. In 1943 werd Bühler Geschäftsführer van de Vermögensverwaltung und Rentenanstalt om het vermogen uit verkoop van joods bezit te beheren. Als zodanig werkte hij mee aan anti-joodse economische maatregelen, waar hij later voor veroordeeld werd, zij het niet in Nederland. Eind 1947 kwam hij vrij en werkte daarna in het Duitse bankwezen.

## Archief
De Nederlandsche Bank beheert het grootste deel van de archieven van de Beauftragte für die Niederländische Bank.